# Félicien Kabuga
Félicien Kabuga (Mukarange, 1º marzo 1933) è un imprenditore ruandese, accusato del coinvolgimento nel genocidio del Ruanda.
È soprannominato "il finanziatore del genocidio", per il suo ruolo con il gruppo estremista della fazione Hutu chiamato Akazu per i contributi economici che avrebbe fornito alla Radio Télévision Libre des Mille Collines (una stazione radio da lui presieduta che divulgava propaganda estremista anti-tutsi), alla rivista estremista Kangura e all'armamento delle milizie genocide Interahamwe.
È tenuto a rispondere dal Tribunale penale internazionale per il Ruanda per sette capi d'accusa direttamente collegati ai crimini commessi durante il genocidio dei Tutsi in Ruanda.
È stato arrestato il 16 maggio 2020 in Francia dai gendarmi francesi nella Grande Parigi all'età di 87 anni dopo 26 anni di latitanza: viveva ad Asnières-sur-Seine sotto falsa identità. È stato trasferito sotto la custodia della filiale dell'IRMCT dell'Aia per essere processato per crimini contro l'umanità, ma nel 2023 è stato dichiarato non idoneo a sostenere un processo a causa della demenza.

## Biografia
Kabuga nacque a Munig, nel comune di Mukarange, prefettura di Byumba, nell'attuale Ruanda.  Si arricchì gestendo 350 ettari di piantagioni di tè, oltre a un mulino che produceva farina di grano tra le altre attività. Possiede anche case a Kigali, la capitale, e ha costruito il primo centro commerciale del paese (un hotel con 120 camere, 80 uffici e un centro commerciale) nel distretto di Muhima, nel nord del Ruanda.
Multimilionario, era membro del partito unico al governo MRND di Juvénal Habyarimana (due delle sue figlie sono sposate con i figli di quest'ultimo) e alla rete estremista Hutu Akazu, un gruppo di alti dirigenti estremisti Hutu del nord del Ruanda che hanno contribuito fortemente al genocidio, organizzando il finanziamento delle milizie Interahamwe, con abusi procedurali per acquisire equipaggiamento militare nonostante le restrizioni del FMI e delle leggi del Ruanda sulle tasse sulle importazioni nel Paese.
Dal gennaio 1993 al marzo 1994, un totale di 500.000 machete sono stati importati in Ruanda, statisticamente uno ogni tre Hutu adulti nel paese. Kabuga è ritenuto uno dei principali importatori di queste armi.
Kabuga era inoltre coinvolto nella fondazione e nel finanziamento della Radio Télévision Libre des Mille Collines e della rivista Kangura. Nel 1993, durante una raccolta fondi della radio organizzata dal MRND, Félicien Kabuga definì pubblicamente lo scopo della radio come difesa del potere Hutu. Durante il processo cosiddetto "dei media" dell'ICTR, l'ex conduttore radiofonico Georges Ruggiu si riferì a Kabuga come il "Direttore Generale" della stazione, con ruolo di "presiedere e rappresentare la RTLM."
Quando iniziò il genocidio, prudentemente inviò la sua famiglia all'ambasciata francese, essendo la moglie di etnia Tutsi. La sua famiglia fu evacuata dall'esercito francese, insieme ad altri alti funzionari del regime, il 12 aprile del 1994, mentre erano in corso massacri nel paese.

## L'accusa dell'ICTR
Il 29 agosto 1998, il procuratore del Tribunale penale internazionale delle Nazioni Unite per il Ruanda, Carla Del Ponte, ha formalmente incriminato Kabuga. Nell'atto d'accusa modificato del 1º ottobre 2004, il procuratore Hassan Jallow ha accusato Kabuga di:
- Cospirazione per commettere genocidio
- Genocidio
- Complicità nel genocidio
- Incitamento pubblico e diretto a commettere genocidio
- Sterminio come crimine contro l'umanità.[1]

Ha sempre negato di aver partecipato al genocidio e rivendicato la sua innocenza.

## La vita da fuggitivo
Nel giugno 1994, mentre il Ruanda veniva conquistato dal Fronte Patriottico Ruandese, Kabuga lasciò il paese. Tentò inizialmente di entrare in Svizzera, ma gli fu ordinato di andarsene. Si spostò quindi a Kinshasa nella Repubblica Democratica del Congo e in seguito si credeva risiedesse a Nairobi, in Kenya.
Nel settembre 1995, prima di qualsiasi atto di accusa e prima di essere nominato sospetto pianificatore del genocidio, Kabuga registrò e gestì un'impresa di import-export denominata "Nshikabem Agency" a Nairobi, operante nell'area di Kilimani situata lungo Lenana Road di Nairobi  e si riteneva che godesse della protezione del governo keniota o di alcune figure influenti all'interno del paese.
Nel 2003, un giovane uomo d'affari keniota che aiutava gli agenti dell'FBI degli Stati Uniti a rintracciare Kabuga fu assassinato da una squadra di sicari.
In un discorso pronunciato il 28 agosto 2006 durante la sua visita in Kenya, l'allora senatore americano Barack Obama ha accusato il Kenya di "avergli permesso [a Kabuga] di acquistare un rifugio sicuro". Il governo keniota ha negato queste accuse e ha descritto le accuse di Obama riguardo a Kabuga come "un insulto al popolo di questo paese".
Secondo i rapporti del giugno 2008 di un blogger norvegese chiamato African Press International (API), Kabuga era nascosto a Oslo e avrebbe voluto costituirsi. Le autorità hanno respinto questa affermazione come una bufala.
Il Dipartimento di Stato degli Stati Uniti ha offerto una ricompensa di 5 milioni di dollari per informazioni che portassero all'arresto di Kabuga. La rete di notizie KTN in Kenya ha riferito il 14 giugno 2008 che Kabuga era stato arrestato dalla polizia kenyota il giorno prima ed era stato trattenuto presso la stazione di polizia di Gigiri a Nairobi. Successivamente, il sospettato è stato scoperto essere un docente universitario locale, non Kabuga come si pensava in precedenza, e quindi rilasciato.

## Arresto
Il 16 maggio 2020, nell'ambito dell'operazione 9555 - recante il numero della risoluzione del Consiglio di sicurezza delle Nazioni Unite che istituisce il Tribunale penale internazionale per il Ruanda - Félicien Kabuga, a 87 anni, è stato catturato ad Asnières-sur-Seine, vicino a Parigi, in Francia, dopo 26 anni di latitanza sotto falsa identità. È stato arrestato dalla polizia francese a seguito di un'indagine congiunta con l'Ufficio del Procuratore International Residual Mechanism for Criminal Tribunals, assistito dall’Interpol, dai membri della International Bounty Hunter Union e dalle forze dell'ordine in Ruanda, Belgio e Stati Uniti. Il 27 maggio, Kabuga ha negato dal carcere le accuse rivoltegli ma gli è stata negata la libertà su cauzione. Il 3 giugno e poi, seguito ricorso, il 30 settembre 2020 il sistema giudiziario francese ha approvato il definitivo passaggio di consegne del caso Kabuga all'IRMCT per i reati di genocidio e crimini contro l'umanità commessi tra aprile e luglio del 1994. Il 26 ottobre 2020 è stato temporaneamente estradato nei Paesi Bassi in una delle divisioni del Meccanismo su richiesta dei suoi legali in vista della prima udienza, svoltasi poi l’11 novembre.

## Vita privata
Kabuga è sposato con Josephine Mukazitoni e ha 11 figli. Due delle sue figlie sono sposate con due dei figli di Juvénal Habyarimana.

## Media
La serie The World's Most Wanted, prodotta da Netflix, dedica uno dei suoi episodi a Félicien Kabuga.